# NGC 5984
NGC 5984 é uma galáxia espiral barrada (SBcd) localizada na direcção da constelação de Serpens. Possui uma declinação de +14° 13' 56" e uma ascensão recta de 15 horas, 42 minutos e 53,1 segundos.
A galáxia NGC 5984 foi descoberta em 19 de Março de 1787 por William Herschel.